# Yoshioka (cràter)
Yoshioka és un cràter d'impacte en el planeta Venus de 16,6 km de diàmetre. Porta el nom de Yoshioka Yayoi (1871-1959), metgessa japonesa, i el seu nom va ser aprovat per la Unió Astronòmica Internacional el 1994.